# محمد زينو
محمد زينو هو لاعب كرة قدم سوري ويلعب لصالح نادي الحسين الأردني .

## روابط خارجية
- محمد زينو على موقع الاتحاد الدولي (مؤرشف)  (الإنجليزية)
- محمد زينو على موقع قاعدة بيانات كرة القدم.إي يو (الإنجليزية)
- محمد زينو على موقع ناشيونال فوتبول تيمز (الإنجليزية)
- محمد زينو على موقع Soccerway.com (الإنجليزية)
- محمد زينو على موقع عالم كرة القدم.نت (الإنجليزية)
- محمد زينو على موقع كووورة